# 格劳利县

格劳利县在拉賈斯坦邦的位置

格劳利县是印度拉賈斯坦邦的一個縣，位於該國西北部，面積5,530平方公里，識字率為67.34%，2011年人口1,458,459，人口密度每平方公里264人。

## 外部連結
- 官方网站

26°30′00″N 77°01′12″E / 26.50000°N 77.02000°E